# MIM-3 Nike-Ajax
MIM-3 Nike-Ajax var USA:s och världens första operativa luftvärnsrobot.

## Historia
Utvecklingen av raketvapen i Nazityskland under andra världskriget gjorde att USA:s försvarsdepartement i januari 1945 gav Bell Telephone Laboratories (BTL) i uppdrag att utreda om det var möjligt och praktiskt genomförbart att konstruera en ”grovkalibrig luftvärnsraket” som kunde skjuta ner snabba flygplan på hög höjd. Ett halvår senare presenterade BTL ett trovärdigt koncept som lades ut på kontrakt till Western Electric. Western Electric konstruerade styrsystemet och lade ut tillverkningen av själva robotarna till Douglas Aircraft Company och av raketmotorn till Aerojet.
De första provskjutningarna ägde rum i september 1947 på White Sands Missile Range. Problem med Aerojets raketmotor ledde till att man 1948 i stället valde en startmotor (booster) från flottans projekt ”Bumblebee” (humla). På grund av motorproblemen och problem med finansieringen dröjde det till januari 1950 innan provskjutningarna återupptogs. I maj 1950 beslutade försvarsdepartement att utvecklingen skulle påskyndas och i januari 1951 tecknades ett första kontrakt om tusen robotar med Western Electric trots att testerna ännu inte var färdiga.
I oktober 1951 gjordes de första provskjutningarna med ett komplett system och 27 november avfyrades en robot för första gången mot ett riktigt mål, en fjärrstyrd QB-17, och förstörde den. I juli 1952 provsköts de första serietillverkade robotarna och i januari 1953 levererades det första kompletta systemet för skarp tjänst. Det sattes först upp temporärt vid White Sands och flyttades sedan till Fort Bliss. Det första batteri som togs i tjänst låg i Fort Meade i Maryland.
Från och med 1958 började Nike-Ajax att ersättas av den mer avancerade Nike-Hercules.

## Utplacering
1958 hade nästan 200 robotbatterier placerats ut i 40 ”försvarsområden” runt storstäder och viktiga anläggningar runt om i USA, även i Alaska och på Hawaii. Robotsystemet var inte mobilt, utan var bundet till fasta batteriplatser. En batteriplats bestod av tre delar; En administrativ del med förläggning, matsal och verkstäder, en eldledningsdel med stridsledningscentral, radar och reservkraftgenerator samt en avfyringsdel med robotar och lavetter. De första batteriplatserna var helt ovan mark, men markkostnaden gjorde att de senare batteriplatserna fick underjordiska robotmagasin.

## Funktion
Eldledningsdelen hade en spaningsradar (Low-Power Acquisition Radar – LOPAR) samt målföljningsradar för målet (target-tracking radar – TTR) och för roboten (missile-tracking radar – MTR). Eldledningsdatorn räknade ut skillnaden i avstånd och bäring mellan robot och mål och skickade därefter automatiskt styrsignaler till roboten. När avstånd och bäring för mål och robot sammanföll fjärrutlöstes robotens laddning.
En nackdel var att systemet bara kunde styra en robot i taget. Flera batterier i samma försvarsområden kunde också ovetande av varandra anfalla samma mål. För att undvika detta infördes en datalänk (Interim Battery Data Link – IBDL) med vilken målinformation kunde delas mellan batterierna.